# Wspólnota administracyjna Rastatt
Vereinbarte Verwaltungsgemeinschaft Rastatt – wspólnota administracyjna (niem. Vereinbarte Verwaltungsgemeinschaft) w Niemczech, w kraju związkowym Badenia-Wirtembergia, w rejencji Karlsruhe, w regionie Mittlerer Oberrhein, w powiecie Rastatt. Siedziba wspólnoty znajduje się w mieście Rastatt, przewodniczącym jej jest Hans-Jürgen Pütsch.
Wspólnota administracyjna zrzesza jedno miasto i cztery gminy wiejskie:
- Iffezheim, 4897 mieszkańców, 19,95 km²
- Muggensturm, 6139 mieszkańców, 11,56 km²
- Ötigheim, 4493 mieszkańców, 10,97 km²
- Rastatt, miasto, 47 554 mieszkańców, 59,02 km²
- Steinmauern, 2942 mieszkańców, 12,40 km²